# Charlie Haden
Charles Edward Haden (Shenandoah, Iowa, 6 de agosto de 1937 - Los Ángeles, California, 11 de julio de 2014), más conocido como Charlie Haden, fue un contrabajista de jazz estadounidense conocido principalmente por su asociación con el saxofonista Ornette Coleman. Haden también es afamado por su particular forma lírica de interpretar, siendo uno de los más respetados contrabajistas y compositores de jazz.

## Breve biografía

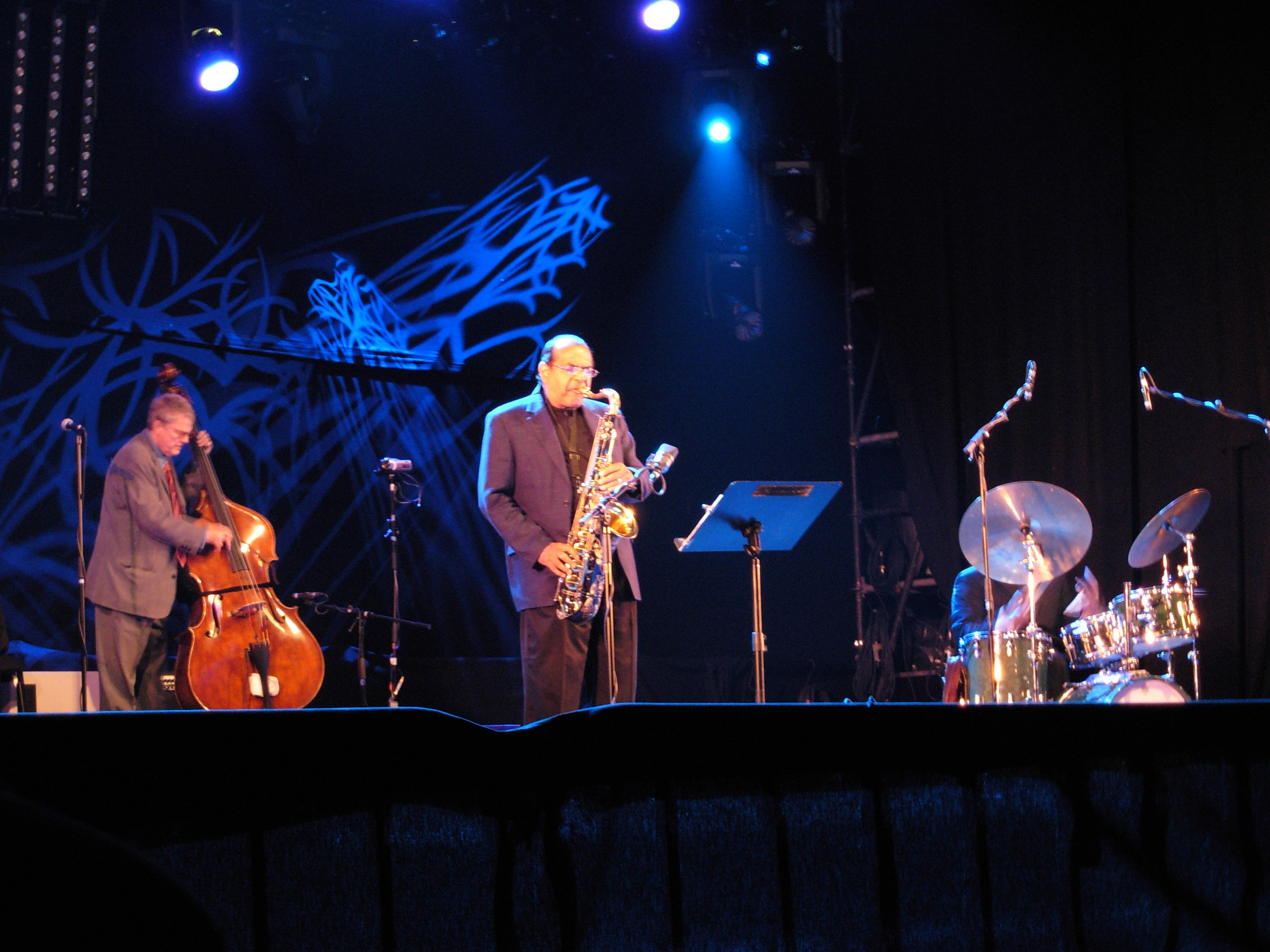
Blue Note Festival, Charlie Haden, conjuntos de jazz

Creció en un ambiente musical familiar, en el que frecuentemente se reunían para actuar en la radio interpretando música country y folk estadounidense. Haden hizo su estreno profesional en la música como cantante cuando era sólo un niño de corta edad, y continuó cantando con su familia hasta la edad de 15 años, cuando contrajo la enfermedad de la polio. Esta enfermedad dañó las cuerdas vocales de su garganta, y le incapacitó para el canto. Pocos años después de contraer la polio, Haden empezó a interesarse por la música de jazz, y empezó a tocar el contrabajo de su hermano mayor.
Haden se trasladó a Los Ángeles en 1957, y rápidamente empezó a tocar profesionalmente, incluyendo colaboraciones con el pianista Hampton Hawes y el saxofonista Art Pepper.
Pero lo que le hizo definitivamente famoso fue su unión, a finales de la década de 1950, con el saxofonista Ornette Coleman, referencia obligada del movimiento musical conocido como free jazz. De esta unión surgiría la interesante y mítica producción The Shape of Jazz to Come. Además de su asociación con Coleman, ha sido miembro del Trío de Keith Jarrett y del American Quartet, desde 1967 hasta 1976 con Paul Motian y Dewey Redman. También, con Redman, Don Cherry y el baterista Ed Blackwell (1929-1992), formó parte de la banda Old and New Dreams. Ha colaborado en varias ocasiones con la compositora Carla Bley.
Haden ha sido muy activo durante años, formando dúos con pianistas como Hank Jones, Kenny Barron y Denny Zeitlin (n. 1938).
A finales de 1997, Haden formó un dúo con el guitarrista Pat Metheny; en su trabajo, exploraron la música que les influyó en sus experiencias juveniles, y se puede apreciar en él fuertes influencias de himnos gospel y música country. Este trabajo culminaría con la publicación del álbum Beyond the Missouri Sky (Short Stories) y una gira mundial.

## La tradición familiar continúa
- Su hijo Josh Haden (n. 1968) toca el bajo eléctrico y es cantante. Grabó con la banda de música punk de los 80 Trecherous Jaywalkers (que publicó su trabajos en SST Records), y actualmente es miembro del grupo Spain.

- Sus hijas, las tres gemelas Petra, Tanya y Rachel Haden, nacidas en 1971, son músicas también.
  - Petra, violinista y cantante, perteneció al grupo de folk progresivo The Decemberists.
  - Tanya es violonchelista y cantante.
  - Rachel, cantante y multiinstrumentista, fundó la banda de rock The Rentals.

## Documental biográfico
En septiembre de 2009, se estrenó un documental sobre la vida y obra del contrabajista y director llamado Charlie Haden, Rambling Boy. Su director es Reto Caduff y ha sido producida por la empresa Pixiu Films.

## Discografía seleccionada

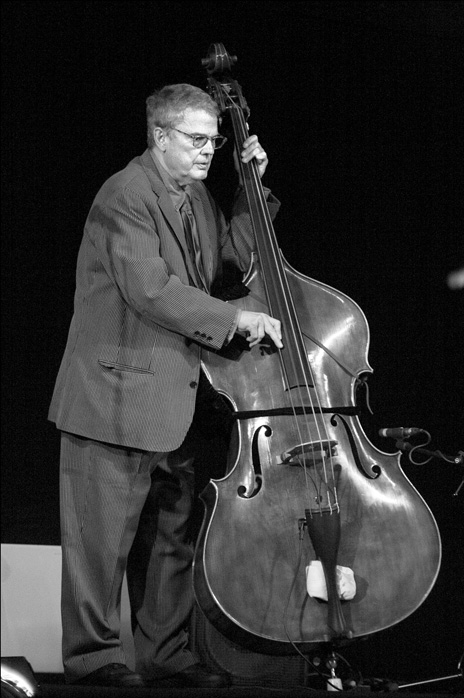
Haden en un concierto de 2007.

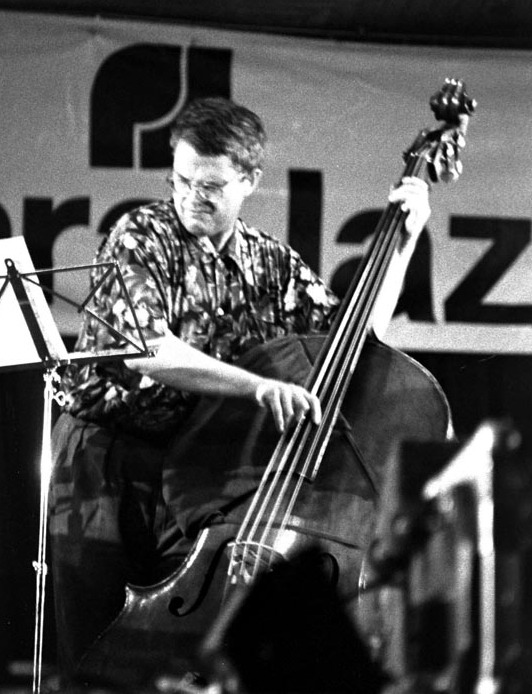
En Italia en 1990, con el Allen-Haden-Motian trio.

- The Shape of Jazz to Come (Ornette Coleman, 1959).
- Free Jazz: A Collective Improvisation (Ornette Coleman) (1961).
- Life Between The Exit Signs (Keith Jarrett, Paul Motian, 1967).
- Liberation Music Orchestra (1969)
- My Goals Beyond (John McLaughlin) (1970)
- Yoko Ono/Plastic Ono Band (Yōko Ono (1970).
- Escalator Over The Hill (Carla Bley, 1971).
- Expectations (Keith Jarrett, 1971).
- Science Fiction (Ornette Coleman, 1971).
- Fort Yawuh (Keith Jarrett, 1973).
- Treasure Island (Keith Jarrett, 1974).
- Brown Rice (Don Cherry, 1975).
- Old and New Dreams (Old and New Dreams, 1976).
- The Survivors' Suite (Keith Jarrett, 1977).
- Musique Mecanique (Carla Bley, 1978).
- Folk Songs (con Jan Garbarek y Egberto Gismonti, 1979).
- Chair in the Sky (Mingus Dynasty, un grupo musical formado por Charles Mingus y Joni Mitchell, 1980).
- Time Remembers One Time Once (1981)
- The Ballad of the Fallen (Liberation Music Orchestra, 1982).
- In Angel City (1988)
- Private Collection (1988)
- The Montreal Tapes, vol.1 (Charlie Haden, Paul Bley, Paul Motian, 1989).
- Dream Keeper (Liberation Music Orchestra, 1990)
- In The Year Of The Dragon (Geri Allen, Charlie Haden, Paul Motian, 1998).
- Always Say Goodbye (1993)
- Night and the City (Kenny Barron, (1996).
- None but the Lonely Heart (1997)
- Beyond the Missouri Sky (Pat Metheny) (1997).
- Nocturne (2001) Grammy Award
- "Land of the Sun" (2004) Grammy Award
- Not in Our Name (Liberation Music Orchestra, 2005).
- Heartplay (con Antonio Forcione, 2006).
- Tokyo Adagio (con Gonzalo Rubalcaba, 2015).